# 印刷电子学

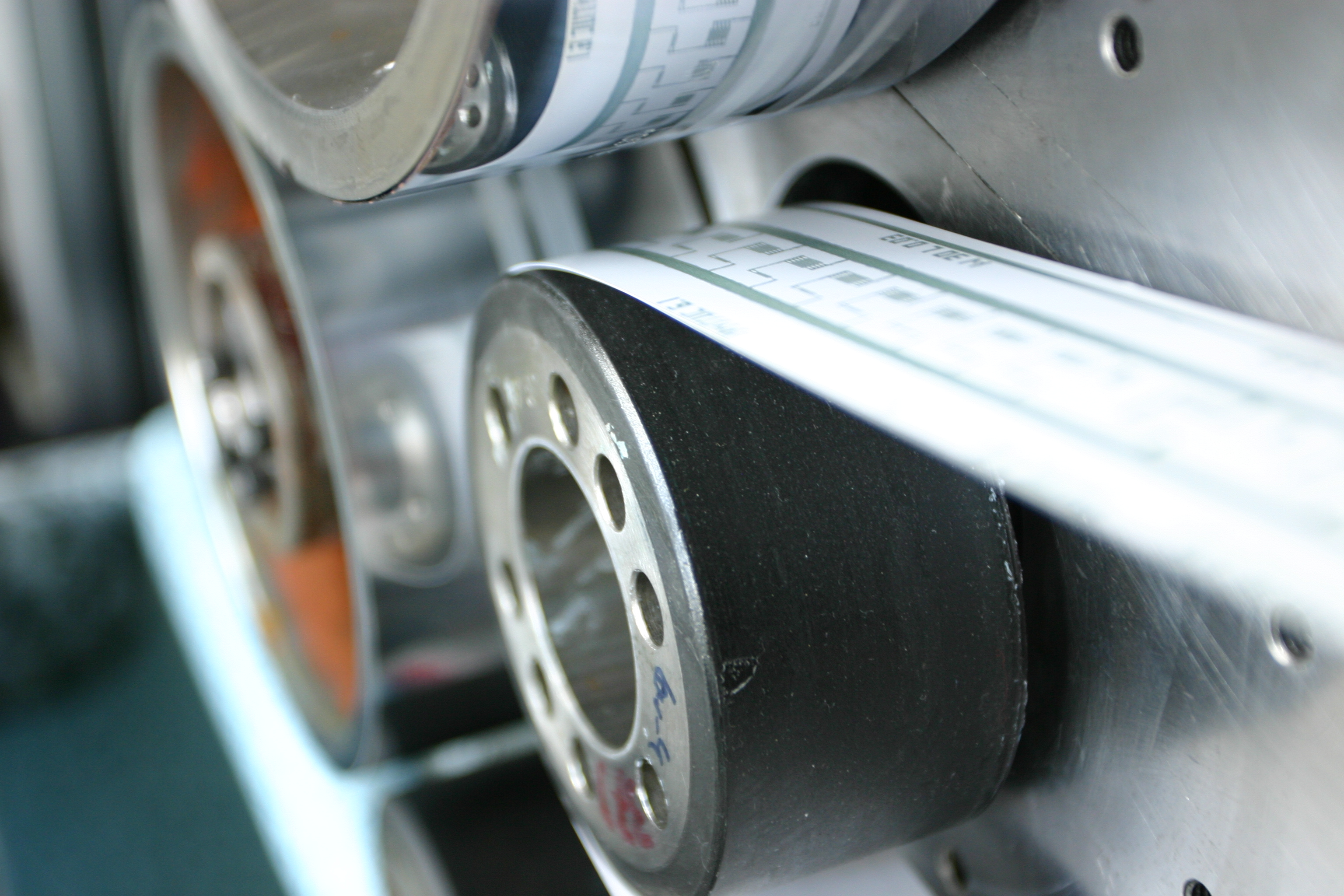
凹版印刷在纸上的电子结构。

印刷电子学（英語：printed electronics）是利用印刷在多种衬底上制造电子器件的方法。印刷电子学中常用絲網印刷、柔性版印刷、凹版印刷、胶印和喷墨印刷等方法。具有电学功能的材料或光学墨水被沉积在衬底之上，从而形成有源或无源器件，例如薄膜晶体管或电阻器。印刷电子学有望在低成本、高性能的电子器件在卷轴显示器和射频识别等应用产品中得到应用。